# Crenicichla percna
Crenicichla percna är en fiskart som beskrevs av Kullander, 1991. Crenicichla percna ingår i släktet Crenicichla och familjen Cichlidae. Inga underarter finns listade i Catalogue of Life.